# Ernest Peirce
Ernest Peirce (Somerset West, 25 settembre 1909 – Apache Junction, 23 gennaio 1998) è stato un pugile sudafricano.

## Palmarès

### Olimpiadi
- Bronzo a Los Angeles 1932 nei pesi medi.

### Giochi dell'Impero Britannico
- Argento a Hamilton 1930 nei pesi medi.